# Caledonia (Contea di Racine, Wisconsin)
Caledonia è un comune degli Stati Uniti, situato in Wisconsin, nella Contea di Racine.